# Endrédy Gábor
Endrédy Gábor (1987. november 2. –) magyar színész.

## Életpályája
1987-ben született. 2006-ban érettségizett a budapesti Szent Imre Gimnáziumban. Itt már 15 éves kora óta a színjátszókör tagja volt. Érettségi után egy évet töltött Földessy Margit stúdiójában. 2010-ben végzett a Pesti Magyar Színiakadémián, ahol osztályfőnöke Iglódi István volt. Ezután egy évig a budaörsi színházban lépett fel. 2011-2015 között az egri Gárdonyi Géza Színház tagja volt. 2016-2024 között a Centrál Színház színésze volt.

### Magánélete
Házas, feleségével Budapest XI. kerületében élnek. Három gyermekük van.

## Filmes és televíziós szerepei
- Marslakók (2012) ...Rudas
- Hacktion: Újratöltve (2012) ...Áron
- Kincsem (2017) ...Komornyik
- Munkaügyek (2017) ...Szállító
- Barátok közt (2020–2021) ...Háros Kornél[5]
- A parkolóban (2020)
- Mintaapák (2020) ...Sallai Rómeó
- Doktor Balaton (2022) ...Zsolt
- A mi kis falunk (2022) ...Bútorszállító
- Gólkirályság (2023) ...Fitnesz üzletvezető

## Díjai
- Verebély Iván-díj (2023)[7]